# 普拉塔-迪波代诺内
普拉塔-迪波代诺内（義大利語：Prata di Pordenone），是意大利弗留利-威尼斯朱利亚大区波代诺内省的一个市镇。总面积22.91平方公里，人口8458人，人口密度369.2人/平方公里（2009年）。ISTAT代码为093034。